# Herbert Brünning
Herbert Brünning (13 de Setembro de 1915 - 23 de Janeiro de 2005) foi um comandante de U-Boot que serviu na Kriegsmarine durante a Segunda Guerra Mundial.